# Кингси Фолс (Квебек)
Кингси Фолс (фр. Kingsey Falls) је град у Канади у покрајини Квебек. Према резултатима пописа 2011. у граду је живело 2.000 становника.

## Становништво
Према резултатима пописа становништва из 2011. у граду је живело 2.000 становника, што је за 4,1% мање у односу на попис из 2006. када је регистровано 2.086 житеља.
| 2006. | 2011. |
| ----- | ----- |
| 2.086 | 2.000 |